# Estadio Jesús Bermúdez
El Estadio Olímpico Jesús Bermúdez Torres es un estadio multiuso de la ciudad de Oruro, Bolivia. Es propiedad del Gobierno del Departamento de Oruro. Fue inaugurado el 7 de julio de 1955. Está ubicado a una altitud de 3727 m s. n. m. Su capacidad actual es de 33 000 espectadores, convirtiéndolo en el tercero de mayor capacidad de Bolivia. Recibe su nombre en honor a Jesús Bermúdez, primer 
arquero de la Selección boliviana de fútbol.
El estadio, además de ser utilizado para la práctica del fútbol, sirve también para competencias de gimnasia, judo y box en el sector de Preferencia; tenis de mesa y levantamiento de pesas, en la curva Sur; La Escuela de Deportes Oruro en el sector de General; esgrima y artes marciales en la curva Norte.
En él se juega los torneos de competición del fútbol boliviano la Primera División de Bolivia donde juegan de local los clubes GV San José y CDT Real Oruro. También se juegan los torneos de la Asociación de Fútbol Oruro y la Copa Simón Bolívar.
Se encuentra en la zona norte de la ciudad de Oruro en la Avenida Segundo Encinas.
En alguna ocasión el Bermúdez, fue escenario donde la Selección boliviana, realizó sus presentaciones, al igual que otros encuentros internacionales. Este escenario albergó un partido de la Copa América 1997.

## Historia

### Construcción
Corría el año 1935 y en Oruro surgió la necesidad de contar en forma urgente con un estadio, es así que las autoridades departamentales de ese entonces, con buen criterio eligieron el lugar en la zona Norte, a pesar de que la intención fue construir en el sector de Agua de Castilla, pero por entonces los terrenos en ese lugar tenían un precio elevado.
Después de cinco años de planificación, en 1940, se construyó la recta de Preferencia, trabajo realizado por la empresa Chervinga, casi de manera simultánea se construyó la recta de General, a cargo de la empresa Basilio.
Es estadio fue inaugurado en 1955 con dos tribunas: General y Preferencia. Se inauguró con un cuadrangular internacional, con los equipos de Alianza Lima de Perú, Bonsuceso de Brasil, Oruro Royal y San José. La cancha aún era de tierra, y los equipos locales a partir de ese año comenzaron a usar ese escenario deportivo para sus partidos del fútbol profesional con equipos de La Paz y Cochabamba.
Con apoyo de un carro cisterna perteneciente a la empresa Hilbo, se cumplía con el regado correspondiente de la cancha antes de cada partido.
En 1960 se construyó un muro, una especie de rompevientos, en la curva Norte, que años después sería demolido para dar paso a la construcción de las dos curvas del principal escenario deportivo. En aquella época se cumplió otro caro anhelo de los orureños, el sembrado de césped en la cancha, que resultaba por entonces una labor difícil.
El nombre de “Jesús Bermúdez”, se debe al reconocimiento a un gran portero que tuvo la selección boliviana que participó en el primer mundial de la historia del fútbol, en este caso Uruguay 1930. Bermúdez, orureño de nacimiento fue arquero de varios equipos de esta ciudad, quien demostró muy buenas aptitudes y condiciones para desempeñarse en ese puesto.
se establece que el año de inicio de la obra fue en 1948. Como decíamos líneas arriba, fueron los propios orureños quienes se dedicaron a darle vida y forma a este estadio.
Se utilizó una diversidad de mano de obra, como la de los internos del penal de San Pedro, por ejemplo, quienes colocaron los cimientos del "gigante del barrio Norte", pero no solo ellos colocaron su granito de arena, sino también lo hicieron los conscriptos del Regimiento Camacho y gente contratada por las empresas mineras que en ese entonces dominaban con su economía a la región.
Se cuenta que ese lugar antes de ser un estadio, era un campo de golf del Club Deportivo "Golf San Pedro".
Siempre en el registro del libro de Paravicini, los trabajadores de Ingenio Machacamarca, Bolivian Railways y otros de la ciudad también colaboraron en la construcción.
En principio se pensó en un escenario deportivo para 15 mil espectadores cómodamente sentados en las tribunas de Preferencia y de General. En ese entonces, se creía que era suficiente para llenar las expectativas de los aficionados al fútbol orureño.
Para las autoridades de esa época era muy complicado pensar en un campo deportivo de esas características, pero más primó el impulso que le dieron los propios orureños, empezando de los dirigentes y cabezas, principalmente de la Empresa Minera San José y de la Asociación de Fútbol Oruro (AFO), quienes determinaron habilitar la cancha, antes que se termine su construcción, el propósito era muy evidente, recaudar fondos para terminar con la parte de cemento.
A ese propósito se unió don Marcelino Mendieta, quien en ese entonces fundía como secretario ejecutivo de la Federación de Chóferes "San Cristóbal". Hizo traer grandes camiones desde Eucaliptus y en los denominados "chaucheritos" que no eran más que los colectivos o vehículos de servicio público de la época, transportaron tierra contaminada con copajira.
Todas las ideas y el apoyo de los orureños era muy importante. Asimismo, el lugar destinado a la pista atlética, se habilitó para realizar una serie de espectáculos, sumándose a la lista de actividades para recaudar fondos. También sirvió como pistas de carrera para las competencias de los pequeños Volkswagen, que eran conducidas por las estrellas del automovilismo boliviano.
Otro de los grandes espectáculos que se organizó fue que en el centro de la cancha de fútbol se organizó un partido en un escenario de basquetbol, donde mostraron sus habilidades los famosos Globe Troters de Estados Unidos que se enfrentaron a los gigantes de la Unión de Repúblicas Socialistas Soviéticas (URSS).
Fue escenario para grandes artistas, uno de ellos, para la presentación del Miguel Aceves Mejía, quien desde México encantó con su música a los orureños. Dicho show casi termina en tragedia por la avalancha humana.
El estadio monumental fue bautizado en honor al primer arquero de la Selección Boliviana, el orureño "Jesús Bermúdez Torrez", quien logró jugar en varios equipos como el Oruro Royal Club y no así en San José, ya que se retiró de los campos deportivos, cuando nacía el crédito orureño.
Después del inicio de la década del 90, cuando San José clasificó a la Copa Libertadores de América por primera vez, las exigencias de la Conmebol (Confederación Sudamericana de Fútbol) eran grandes, ya que el escenario deportivo debía tener iluminación artificial.
Ahí aparece en escena don Mario Mercado Vaca Guzmán, quien era presidente del Club Bolívar de La Paz, además de ser un accionista de la Empresa Minera Inti Raymi, contribuyó económicamente para que las torres en las cuatro esquinas del escenario deportivo sean instaladas con un sistema de iluminación. Es a partir de 1992 donde se jugaron los primeros partidos nocturnos, con San José como protagonista en la Copa Libertadores.
Ya en este siglo, se construyó la pista de tartán, dándole mayor categoría al escenario deportivo de la ciudad de Oruro. Hablar del estadio "Jesús Bermúdez" no solo es hablar de sus características estructurales que en la actualidad alberga aproximadamente a 35 mil espectadores, sino también de mucha historia, cuyo rol protagónico fue del orureño.

## Descripción
Fue construido con una capacidad original de 18 000 espectadores en 1955. Sus áreas deportivas cumplen con todas las normativas internacionales de la FIFA y la CONMEBOL para partidos de fútbol a nivel internacional.

### Capacidad

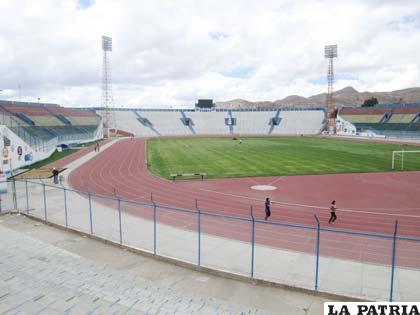
Interior de Estadio Jesús Bermúdez.

Las tribunas del estadio tienen una capacidad para albergar al público asistente, distribuido de la siguiente manera:
- Tribuna Preferencia: 10 000 espectadores.
- Tribuna General: 10 000 espectadores.
- Curva Norte: 6500 espectadores
- Curva Sur: 6500 espectadores.

Total espectadores: 33 000 espectadores.
- Pista Atlética: Tartán

### Tablero led
El nuevo tablero led marcador electrónico del Estadio Jesús Bermúdez es el más grande de Bolivia. Fue anunciado por la gobernación de Oruro a través del Servicio Departamental de Deportes (SEDEDE), además la implementación de cámaras de seguridad, y una nueva pantalla led (Estará ubicada en la curva norte) a principios de 2014. A mediados de ese año se terminaron los trabajos de instalación del nuevo Marcado led.

### Estancias
Cuenta con seis camarines, una sala para el control de dopaje, dos camarines para los árbitros, un gabinete médico y por supuesto las baterías de baños en los cuatro sectores por donde el público hace su ingreso.
Cuenta además con 20 cabinas de transmisión para las estaciones de radio, una sala de prensa donde de manera cómoda pueden hacer su trabajo los periodistas deportivos que llegan a realizar la cobertura de un encuentro del balompié boliviano. En el sector de Preferencia se tiene una sala vip o palco oficial, donde pueden ingresar las autoridades y presenciar un partido con la mayor comodidad.

### Áreas deportivas
Otra de las bondades que ofrece el estadio, es que la mayoría de las asociaciones deportivas cuentan con ambientes para la práctica de diferentes disciplinas, es el caso de la gimnasia, judo, box y karate en el sector de Preferencia; tenis de mesa y levantamiento de pesas, en la curva Sur; La Escuela de Deportes Oruro en el sector de General; esgrima y artes marciales en la curva Norte.
La pista atlética de ocho carriles, ahora con piso sintético, tiene las dimensiones que exigen organismos extranjeros para la realización de competencias nacionales e internacionales.

## Refacción
Debido a la histórica clasificación del Club San José a la Copa Libertadores de América el año 1992, el Jesús Bermúdez, que no había sufrido modificaciones desde su inauguración, obtuvo su merecida primera refacción y mejora, porque tenía que prepararse para albergar los torneos internacionales en los que participaba El equipo de la V azulada, de esta manera el segundo estadio más grande de Bolivia, mejoraba sus camerinos, cabinas de prensa y se inauguraban las luminarias del estadio con una memorable ceremonia antes del inicio del partido que enfrentó a San José con São Paulo.

## Eventos deportivos

### Juegos estudiantes
Al ser el principal estadio del departamento de Oruro se utiliza para los juegos estudiantes.

### Copa estado plurinacional
En el Estadio además se juegan partidos de la selección de Oruro por la Copa Estado Plurinacional.

### Eventos internacionales
El estadio Jesús Bermúdez ha albergado 30 partidos internacionales por torneos de la CONMEBOL, con los clubes San José y Bolívar como locales. En total fueron 25 partidos por la Conmebol Libertadores y 5 por la Conmebol Sudamericana.
San José disputó un total de 28 partidos internacionales: 23 partidos por Copa Libertadores y 5 por Copa Sudamericana.
En 1997 por primera vez otro equipo llegó a disputar un partido internacional en este estadio fue el Bolívar que disputó 2 partidos por Copa Libertadores ante Minerven y Sporting Cristal.
- Copa Libertadores de América (9): 1992, 1993, 1996, 1997, 2008, 2013, 2015, 2019, 2020.
- Copa Sudamericana (4). 2010, 2011, 2014, 2018.

### Copa América
Este escenario deportivo, tiene un rico historial en relación con la disputa de partidos internacionales. En 1975 la Selección boliviana jugó de local frente a las selecciones de Chile y Perú por la Copa América cuando en esos años se jugaba este torneo por grupos.
En la Copa América 1997 que organizó Bolivia, se disputó el partido por el tercer puesto entre Perú y México.

#### Copa América 1975
| Fecha               | Fase         | Equipo  |                    | Resultado |                  | Equipo | Espectadores |
| ------------------- | ------------ | ------- | ------------------ | --------- | ---------------- | ------ | ------------ |
| 20 de julio de 1975 | Primera fase | Bolivia | Bandera de Bolivia | 2 - 1     | Bandera de Chile | Chile  | 18.000       |
| 27 de julio de 1975 | Primera fase | Bolivia | Bandera de Bolivia | 0 - 1     | Bandera de Perú  | Perú   | 18.000       |

#### Copa América 1997
| Fecha               | Fase          | Equipo |                 | Resultado |                   | Equipo | Espectadores |
| ------------------- | ------------- | ------ | --------------- | --------- | ----------------- | ------ | ------------ |
| 28 de junio de 1997 | Tercer puesto | Perú   | Bandera de Perú | 0 - 1     | Bandera de México | México | 25.000       |

## Otros eventos
El estadio también ha sido escenario de diversos eventos como conciertos musicales como Los Ángeles Azules, Matamba, etc y reuniones políticas.

### Concurso de bandas
En el Estadio se lleva a cabo el concurso departamental de bandas estudiantiles.

### Parada militar
Se lleva a cabo cada 7 de agosto en homenaje a la independencia de Bolivia.

## Galería
